# Église de Sainte-Félicité
L’église de Sainte-Félicité est une église catholique, située à Sainte-Félicité dans le Bas-Saint-Laurent au Québec. Conçue par Edgar Courchesne, elle est classée dans l'inventaire des lieux de culte du Québec par le Conseil du patrimoine religieux.

## Description
Son architecture est caractéristique du style Dom Bellot.
La base des murs est faite de grès de Tourelle, tandis que leur partie supérieure est de granit rouge venu de Jacquet River, un quartier de Belledune au Nouveau-Brunswick.
La façade est orientée au sud-est. La voûte à pans coupés est soutenue par des arcs en béton.

## Historique
L'érection canonique de la paroisse de Sainte-Félicité par l'archevêque de Québec Charles-François Baillargeon s'est déroulée le 28 décembre 1869 et succède à l'ancienne paroisse de «Pointe-au-Massacre». Elle a été suivie de son érection civile le 25 juin 1870,. Une première chapelle fut érigée en 1861, puis une église en bois de 1881 à 1883,. L'aménagement de l'intérieur de l'église, débuté en 1906, a été parachevée en 1909,. En 1938, des travaux de réfection ont permis l'installation d'un chauffage, la réparation du clocher et de la toiture. Son érection canonique date de 1945. Elle fut incendiée en avril 1947 à cause du chauffage central,.
Dès 1949, on reconstruisit un bâtiment en sous-sol, cette fois incombustible et ce endroit dénommé la crypte a servi de lieu de culte dès 1949,. Sur ces nouvelles fondations, le bâtiment actuel a été construit dans les années 1950 et inauguré en 1958,,,,. Le nouveau clocher abrite un carillon à trois cloches qui ont été bénies le 22 juin 1958.
L'église est classée dans Inventaire des lieux de culte du Québec (2003 - 2004).
L'année 2020 amène des faits de vandalisme dont l'église est victime,.